# Barbie în Prințesa și sărmana croitoreasă
Barbie în Prințesa și sărmana croitoreasă (engleză Barbie as the Princess and the Pauper) este un film de animație produs de Mainframe Entertainment pentru Mattel, regizat de William Lau, și lansat de Lionsgate Home Entertainment pe 28 septembrie 2004 în Statele Unite ale Americii.